# Кинди
Кинди (грч. Κνίδη) је насељено место у општини Гребен у периферији Западна Македонија, Грчка. Према попису из 2021. године било је 180 становника.
Према бугарском географу и историчару, Василу Канчову, у Киндију је 1900. године живело 302 Грка. Село се раније звало Коприва.